# Disney Digital 3-D
Disney Digital 3-D là một thương hiệu do Công ty Walt Disney sử dụng để miêu tả các phim 3D được sản xuất và phát hành bởi Walt Disney Studios Motion Pictures và được trình chiếu chuyên biệt bằng công nghệ trình chiếu kỹ thuật số.
Bản thân Disney Digital 3-D không phải là một định dạng dùng trong trình chiếu hay sản xuất, do đó nó chỉ đơn thuần là một khái niệm trong marketing. Các phim được quảng cáo sử dụng Disney Digital 3-D đến từ nhiều nguồn khác nhau, như phim điện ảnh, máy quay kỹ thuật số hay phần mềm hoạt hình, và có thể được trình chiếu bằng bất kỳ công nghệ 3D kỹ thuật số nào bao gồm RealD, Dolby 3D, XpanD 3D và MasterImage 3D. Trong đó không có quy định cụ thể.

## Các phim Disney 3-D đầu tiên
Trước đây Disney từng phát hành hai phim hoạt hình ngắn ở định dạng 3-D vào năm 1953, Adventures in Music: Melody, phim hoạt hình ngắn 3-D đầu tiên của Hoa Kỳ, và Working for Peanuts, với hai nhân vật chính là Vịt Donald và Chip 'n' Dale.
Disney cũng sản xuất một số phim 3-D cho các công viên chủ đề của mình, bao gồm 3D Jamboree cho Disneyland (1956), với sự tham gia của các "lính ngự lâm chuột" (cách gọi vui cho các diễn viên tham gia chương trình) đến từ chương trình Mickey Mouse Club và bao gồm cả phim Melody và Working for Peanuts; Magic Journeys (1982), Captain EO (1986), Muppet*Vision 3D (1991), Honey, I Shrunk the Audience (1994), It's Tough to Be a Bug! (1998), [sản phẩm của] bộ phận [sản xuất] phim của rạp Magic Lamp Theater thuộc Tokyo DisneySea, và Mickey's Philharmagic (2003).

## Lịch sử thương hiệu
Bộ phim đầu tiên có nhãn Disney Digital 3D là Chicken Little, phát hành cuối năm 2005. Để chuẩn bị cho lần ra mắt này, Disney hợp tác với Real D để lắp đặt hệ thống trình chiếu 3D kỹ thuật số của RealD sử dụng các máy chiếu DLP Christie CP2000 2K cùng với các màn bạc cho 84 phòng chiếu tại các rạp ở Hoa Kỳ.
Tiếp sau bộ phim hoạt hình máy tính Chicken Little là lần phát hành lại phim The Nightmare Before Christmas vào ngày 20 tháng 10 năm 2006. Nightmare, một bộ phim sản xuất theo công nghệ stop motion năm 1993, ban đầu được quay ở định dạng 3D trên phim 35 mm; phiên bản 3D do Industrial Light and Magic tái dựng dựa trên nguồn phim này bằng công nghệ máy tính. Được chiếu cùng phiên bản 3D của Knick Knack, Nightmare trở thành bộ phim Disney đầu tiên và duy nhất không do Pixar sản xuất nhưng lại được mở đầu bằng một phim ngắn của Pixar.
Năm 2007, Disney phát hành lại Working for Peanuts cùng với lần công chiếu Meet the Robinsons dưới định dạng 3D tại các rạp.
Bộ phim người đóng đầu tiên được phát hành sử dụng Disney Digital 3-D là Hannah Montana & Miley Cyrus: Best of Both Worlds Concert, ra mắt năm 2008. Tiếp đó là G-Force vào năm 2009, đánh dấu bộ phim người đóng có kịch bản đầu tiên ở định dạng 3D được phát hành dưới thương hiệu Disney Digital 3-D (và đó cũng là bộ phim 3D đầu tiên của hãng Jerry Bruckheimer).
Vào ngày 29 tháng 5 năm 2009, Disney phát hành phim hoạt hình Vút bay của Pixar, bộ phim Pixar đầu tiên được trình chiếu ở định dạng 3D. Nối tiếp Vút bay là lần phát hành lại đôi ở định dạng 3D của hai phim Câu chuyện đồ chơi và Câu chuyện đồ chơi 2 vào ngày 2 tháng 10 năm 2009, tuy nhiên bản phát hành lại không có sự thay đổi nào so với phim gốc. Từ đó, các phim Pixar sau này, như Câu chuyện đồ chơi 3 và Cars 2, được phát hành dưới thương hiệu Disney Digital 3D.
Hại trong số những bộ phim hoạt hình truyền thống của Disney đã được phát hành lại dưới định dạng 3D vào năm 2011, Vua sư tử – phát hành toàn cầu ngày 26 tháng 8 và 16 tháng 9 tại Bắc Mỹ – và Người đẹp và quái thú – ra mắt hạn chế trong 13 ngày của tháng 9 tại rạp El Capitan ở Los Angeles đối với Bắc Mỹ, cũng như có một đợt phát hành ngắn tại New Zealand, Nhật Bản, Australia, Ấn Độ và Tây Ban Nha vào năm 2010. Các phiên bản phát hành lại này được sản xuất dưới sự giám sát của Don Hahn, ông cũng chính là nhà sản xuất ban đầu của hai phim trên. Người đẹp và quái thú định dạng 3D sau đó được phát hành rộng rãi hơn vào năm 2012.

## Danh sách các phim Disney Digital 3-D

### Phim chiếu rạp

#### Phát hành lần đầu
| Tên phim                                                  | Ngày phát hành       |
| --------------------------------------------------------- | -------------------- |
| Chicken Little                                            | 4 tháng 11 năm 2005  |
| Gặp gỡ gia đình Robinson                                  | 30 tháng 3 năm 2007  |
| Hannah Montana & Miley Cyrus: Best of Both Worlds Concert | 1 tháng 2 năm 2008   |
| Tia chớp                                                  | 21 tháng 11 năm 2008 |
| Jonas Brothers: The 3D Concert Experience                 | 27 tháng 2 năm 2009  |
| Vút bay                                                   | 24 tháng 5 năm 2009  |
| G-Force                                                   | 24 tháng 7 năm 2009  |
| Giáng sinh yêu thương                                     | 6 tháng 11 năm 2009  |
| Alice ở xứ sở thần tiên                                   | 5 tháng 3 năm 2010   |
| Câu chuyện đồ chơi 3                                      | 18 tháng 6 năm 2010  |
| Nàng công chúa tóc mây                                    | 24 tháng 11 năm 2010 |
| Tron: Legacy                                              | 17 tháng 12 năm 2010 |
| Mars Needs Moms                                           | 11 tháng 3 năm 2011  |
| Cướp biển vùng Caribbean: Trên con sông lạ                | 20 tháng 5 năm 2011  |
| Cars 2                                                    | 24 tháng 6 năm 2011  |
| John Carter                                               | 9 tháng 3 năm 2012   |
| Nàng công chúa tóc xù                                     | 22 tháng 6 năm 2012  |
| Frankenweenie                                             | 5 tháng 10 năm 2012  |
| Ralph đập phá                                             | 2 tháng 11 năm 2012  |
| Oz vĩ đại và quyền năng                                   | 8 tháng 3 năm 2013   |
| Monsters University                                       | 21 tháng 6 năm 2013  |
| Planes                                                    | 9 tháng 8 năm 2013   |
| Nữ hoàng băng giá                                         | 27 tháng 11 năm 2013 |

#### Phát hành lại
| Tên phim                                                               | Ngày phát hành                                                                      |
| ---------------------------------------------------------------------- | ----------------------------------------------------------------------------------- |
| The Nightmare Before Christmas (1993)                                  | 27 tháng 10 năm 2006 19 tháng 10 năm 2007 24 tháng 10 năm 2008 23 tháng 10 năm 2009 |
| Câu chuyện đồ chơi (1995) và Câu chuyện đồ chơi 2 (1999) phát hành đôi | 2 tháng 10 năm 2009                                                                 |
| Vua sư tử (1994)                                                       | 16 tháng 9 năm 2011                                                                 |
| Người đẹp và quái thú (1991)                                           | 13 tháng 1 năm 2012                                                                 |
| Đi tìm Nemo (2003)                                                     | 14 tháng 9 năm 2012                                                                 |
| Monsters, Inc. (2001)                                                  | 19 tháng 12 năm 2012                                                                |

### Phim ngắn

#### Phát hành lần đầu
| Tên phim                                    | Ngày phát hành       | Phát hành cùng với       |
| ------------------------------------------- | -------------------- | ------------------------ |
| Cars Toons: Mater's Tall Tales: Tokyo Mater | 21 tháng 11 năm 2008 | Tia chớp                 |
| Partly Cloudy                               | 29 tháng 5 năm 2009  | Vút bay                  |
| Day & Night                                 | 18 tháng 6 năm 2010  | Câu chuyện đồ chơi 3     |
| Toy Story Toons: Hawaiian Vacation          | 24 tháng 6 năm 2011  | Cars 2                   |
| Tangled Ever After                          | 13 tháng 1 năm 2012  | Người đẹp và quái thú 3D |
| La Luna                                     | 22 tháng 6 năm 2012  | Nàng công chúa tóc xù    |
| Toy Story Toons: Partysaurus Rex            | 14 tháng 9 năm 2012  | Đi tìm Nemo 3D           |
| Paperman                                    | 2 tháng 11 năm 2012  | Ralph đập phá            |
| The Blue Umbrella                           | 21 tháng 6 năm 2013  | Monsters University      |
| Get a Horse!                                | 27 tháng 11 năm 2013 | Nữ hoàng băng giá        |

#### Phát hành lại
| Tên phim                   | Ngày phát hành       | Phát hành với                     |
| -------------------------- | -------------------- | --------------------------------- |
| Knick Knack (1989)         | 27 tháng 10 năm 2006 | The Nightmare Before Christmas 3D |
| Working for Peanuts (1953) | 30 tháng 3 năm 2007  | Gặp gỡ gia đình Robinson          |
| For the Birds (2000)       | 19 tháng 12 năm 2012 | Monsters, Inc. 3D                 |